# Bobrová
Bobrová település Csehországban, a Žďár nad Sázavou-i járásban. Bobrová Radešín, Radešínská Svratka, Pikárec, Bobrůvka, Dlouhé, Moravec, Podolí, Račice, Zvole és Mirošov településekkel határos. Lakosainak száma 889 fő (2024. január 1.).

## Népesség
A település lakosságának változását az alábbi diagram mutatja:
| Lakosok száma | 1293 | 1343 | 1126 | 943  | 863  | 919  | 871  | 900  | 901  | 889  |
|               | 1869 | 1890 | 1921 | 1950 | 1980 | 2001 | 2017 | 2019 | 2022 | 2024 |